# 山根麻以
山根 麻以（やまね まい、1958年10月9日 - ）は、日本の歌手。
島根県出雲市生まれ。2001年に『山根麻衣』から『山根麻以』へ改名。妹はUGUISSのボーカル・山根栄子（2012年9月15日に他界）で、姉妹で楽曲を多数製作していた。元夫は日本の瞑想指導の第一人者・山田孝男（2003年7月5日に死別）。
以下の内容をWikipediaの記事にコピペ可能な形で提示します。
各トピックごとに見出し付きで示しています。

## 『マクロスプラス』エンディングテーマ歌唱の経緯
OVA『マクロスプラス』のエンディングテーマ「After, in the dark」は、菅野よう子が作曲・編曲を担当し、山根自身とGabriela Robin名義で作詞を手掛けた。山根が菅野と出会ったきっかけはテレビCMの歌唱依頼であり、これを契機に継続的な協力関係が始まった。
同曲は架空言語で歌われているが、山根自身がこの「存在しない言語」の歌詞を考案して歌唱した。収録はイスラエルのテルアビブで行われ、イスラエル・フィルハーモニー管弦楽団のメンバーも参加している。

## 菅野よう子との同一人物説について
一部で山根麻衣と菅野よう子が同一人物ではないかという憶測が存在したが、公式インタビューにおいて両者が別人であることが明言されている。菅野自身もインタビューで「山根麻衣さんにボーカルをお願いしてレコーディングした」と発言しており、山根もインタビューで菅野よう子について別人として言及しているため、同一人物説は明確に否定されている。

## スタジオミュージシャンとしての活動
1980年代後半以降、山根はスタジオミュージシャンとして多くのアーティストの作品にコーラス参加した。代表的なアーティストとして福山雅治、井上陽水、アンジェラ・アキ、尾崎豊、LUNA SEAなどが挙げられる。ライブやレコーディングでのバックコーラスとして幅広く活躍した。

## 来歴
島根県立出雲高等学校に在学していたが、17歳で出雲から単身、広島市に出る。1976年、ヤマハポピュラーソングコンテスト（ポプコン）地区大会でボーカル賞受賞。1977年、第14回ポピュラーソングコンテストつま恋本選会で全国大会初出場。1978年6月に上京。1979年、ポプコンでの入賞をきっかけに松下誠プロデュースによるシングル「午前0時」でメジャー・デビュー。
2ndアルバム「Sorry」はA面を鈴木茂、B面を松下誠が編曲。伊東たけし・向谷実も参加したロック色のより強いアルバムになった。以後柳ジョージと活動を共にする。
1991年以降、フリーランスとなり、福山雅治、井上陽水、アンジェラ・アキなど多数のアーティストのレコーディング・ライブ参加など、スタジオワーク・サポートの活動を中心に多くのミュージシャンと共演。世界を旅する傍ら、様々なコラボやセッションを展開。
1993年、ギタリスト・窪田晴男とともにギターと歌だけの実験的ロック・アルバムを発表。菅野よう子作品をはじめ、アニメサウンドトラックに参加するようになる。
1996年、ヒランヤ・クリスタルセブンの開発者で「日本の精神世界のパイオニア」と呼ばれた瞑想指導家の山田孝男と結婚。瞑想を学び、2003年に山田が亡くなるまでの7年間、山田のセミナー全てのアシスタントを務めた。
1997年、東京から富士山麓に活動拠点を移し、自主レーベル「New Archaic Sounds」を設立。「ふつうの唄」で新たな境地を拓く。自身の音楽を「Awakening Music」と位置付け、人間の本質を謳った歌を作り始める。
同年、山梨県大月市にあるピラミッドメディテーションセンターを拠点に、「APG（アセンション・プロジェクト銀河の声）」を立ち上げる。
2005年、沖縄で「Happy Sharman's School」をスタート。西表島、石垣島、本島の学校教育の現場で唄のワークショップを開催。現在も全国の学校や団体から要請を受け、ワークショップを続けている。一方で、四国の石鎚神社、富士浅間大社、出雲大社など日本各地の神社、聖地にて奉納演奏を行う。
同年の「愛・地球博」では地球市民村のフィナーレを務め、フランス・パリ、スペイン・サラゴサなどで海外公演も行った。
2007年、韓国・世宗のラグナロク2コンサートにSEATBELTSの一員として出演。
2008年、天然石を使ったオリジナル作品の制作を始めた傍ら、山田から受け継いだ意識テクノロジーの開発と普及にもエネルギーを注いでいる。
自身の活動のすべてを「日本列島やさしいきもち化計画」と位置づけ、みんなの心に人を愛する気持ちを呼び起こそうと幅広く活動を続けている。
この年から、DV（ドメスティックバイオレンス）被害者のためのワークショップ、コンサートに出演。
2009年、さいたまスーパーアリーナの超時空七夕ソニックライブに出演。
2010年・2012年1月12日には、坂の上の雲ミュージアムで小説「坂の上の雲」の主人公の一人・秋山好古の誕生日を祝うコンサートに出演。
2006年から、山梨県山中湖の山中湖交流プラザ きららで音楽魂イベント「Naked Soul」をスタート。毎年夏から秋にかけて開催され、2011年には第六回目を迎えた。NPO法人石鎚森の学校の理事に就任。

## ディスコグラフィ

### シングル
1. 1979年3月25日 - 「午前0時」（コンチネンタル/テイチク）
2. 1979年9月25日 - 「ラスト・ナイト」（コンチネンタル/テイチク）
3. 1981年11月25日 - 「THE 21'（Live To Be Wild）」（コンチネンタル/テイチク）日清食品「カップヌードル」イメージソング
4. 1982年8月25日 - 「気分はフェアネス」（コンチネンタル/テイチク）資生堂「フェアネス」CMソング
5. 1983年 - 「リトル・チャイルド」（コンチネンタル/テイチク）
6. 1984年5月21日 - 「黄昏にさようなら（GOOD-BY TWILIGHT）」（コンチネンタル/テイチク）
7. 1985年11月21日 - 「誘惑されてクーデター」（コンチネンタル/テイチク）
8. 1989年3月21日 - 「Beating」（コンチネンタル/テイチク）
9. 1989年11月21日 - 「砂に消えた涙」（コンチネンタル/テイチク）
10. 1996年11月1日 - 「Invisible Love」（日本コロムビア）
11. 1997年12月24日 - 山根麻衣 with NEW ARCHAIC SMILE 「ふつうの唄」（New Archaic Sounds）
12. 2007年7月25日 - 山根麻以+風の子合唱団 「きみを愛してる・輝きの音」（New Archaic Sounds）

### オリジナル・アルバム
- 1980年5月25日 - 『たそがれ』（テイチク）
- 1981年3月25日 - 『Sorry』（テイチク）
- 1982年10月 - 『WILL』（テイチク）
- 1984年4月21日 - 『THE DAY BEFORE YESTERDAY』（テイチク）
- 1984年5月21日 - 『月光浴』（テイチク）
- 1985年12月16日 - 『Flying Elephants』（テイチク）
- 1986年11月21日 - 『Embassy』（テイチク）
- 1987年7月21日 - 『ベスト』（テイチク）
- 1988年8月21日 - 『WOMAN TONE』（テイチク）
- 1989年6月21日 - 『1958』（テイチク）
- 1993年6月23日 - 山根麻衣・窪田晴男ユニット 『山根麻衣・窪田晴男ユニット』（ビクター）
- 2001年12月5日 - 『きんのひも』（プライザー）
- 2003年12月7日 - 『やさしいきもち』（New Archaic Sounds）
- 2004年12月15日 - 山根麻以 the Celebrations 『祈りの唄』（New Archaic Sounds）
- 2007年7月25日 - 山根麻以+Visions 『Bird of Paradise』 （New Archaic Sounds）

## 参加作

### 21（トゥエンティ・ワン）
斎藤誠、村田和人、山根栄子、山根麻衣、重実徹から成る。1988年結成。
- 1990年5月21日 - 「Blue Coast Inn」（ビクター）
- 1991年11月21日 -「GREETING」（ビクター）

### コーラス参加
妹・山根栄子との参加作多数。以下に代表的なものを挙げる。
- 大黒摩季 - 「熱くなれ」「ゲンキダシテ」など
- 尾崎豊 - アルバム『放熱への証』（姉妹で参加）。
- 河内淳一 - アルバム『One Heart』など
- 斎藤誠 - アルバム『Number 9』（姉妹で参加）など
- ソウル・フラワー・ユニオン - アルバム『ワタツミ・ヤマツミ』『エレクトロ・アジール・バップ』など
- 高橋洋子 - 「静寂 (SI・JI・MA)」（姉妹に加え弟の山根暁と3人で参加）
- 中島みゆき - アルバム『LOVE OR NOTHING』など
- 浜田省吾 - アルバム『初夏の頃』（姉妹で参加）
- FENCE OF DEFENSE - 「CHAIN REACTION」「サウザンド・タイムス」など（姉妹で参加）
- 福山雅治 - 「桜坂」「Message」（姉妹で参加）「HELLO」など
- L'Arc〜en〜Ciel - 「あなたのために」
- 宮原学 - アルバム『RUSH!!』『SCRAMBLE』（姉妹・弟の山根暁と3人で参加）
- LUNA SEA - ライブ参加
- 渡辺美里 - アルバム『Spirits』など

### ボーカル参加
菅野よう子作品を中心に、アニメサウンドトラック多数。
- NHK教育『あにまるQ』 - 「クロック・ロックにわとりじゃん」
- アニメ『天空のエスカフローネ』 - 「IF YOU」（菅野よう子と参加）
- アニメ『カウボーイビバップ』 - 「THE REAL FOLK BLUES」「What planet is this.」「Blue」など。サントラバンド「シートベルツ」のメンバーとしても参加。（菅野よう子と参加）
- アニメ映画『BLACKJACK（ブラック・ジャック 劇場版）』 - 主題歌「Invisible Love」
- アニメ『マクロスプラス』 - EDテーマ「After in the dark」（菅野よう子と参加）
- アニメ『DARKER THAN BLACK -黒の契約者-』 - 「No One's Home」「ScatCat」など。（菅野よう子と参加）
- アニメ『炎の蜃気楼』（イメージアルバム盤からの続投で、「Kathy Shower」名義での参加） - 「Blaze」「Pearly Gate」「Insanity」など。イメージアルバム盤では妹の栄子も別曲で作詞・ボーカルを担当、弟の山根暁もボーカルを担当。
- 韓国映画『優雅な世界』 - 挿入歌「Time Doing Time」（菅野よう子と参加）